# Exposición Especializada de Lisboa (1998)
La Expo '98, o Exposición Especializada de 1998, cuyo tema fue "Los océanos: un patrimonio para el futuro", fue una Exposición Internacional Especializada regulada por el Bureau International des Expositions, que se realizó en Lisboa, Portugal, del 22 de mayo al 30 de septiembre de 1998.

## El recinto
La zona escogida para albergar el recinto de la Expo fue el límite oriental de la ciudad, junto al río Tajo. Se construyeron diversos pabellones que permanecen al servicio de los habitantes y visitantes integrados en el ahora llamado Parque das Nações (Parque de las Naciones), destacando el Oceanário (uno de los mayores acuarios de Europa con 5 ambientes marinos distintos y numerosas especies de mamíferos y peces, del arquitecto Peter Chermayeff), el Pabellón de la Utopía (actualmente Altice Arena), obra del arquitecto Regino Cruz) y un complejo de transportes con metro y conexiones ferroviarias (Estación de Oriente, del arquitecto Santiago Calatrava).

## Cifras

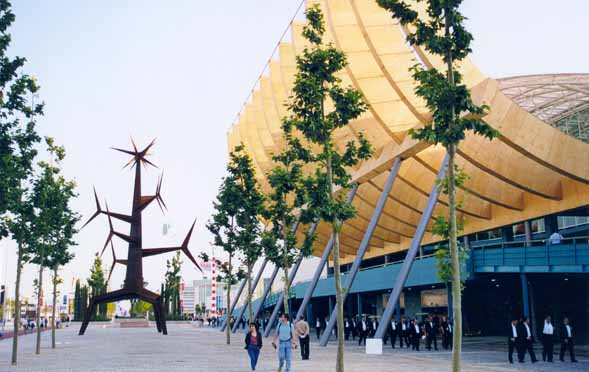
vista

La Expo'98 se extendió en un recinto de 50 ha, acogió la participación de 155 países y recibió a 10 128 204 visitantes, según cifras oficiales.
Su éxito, en parte, se debió a la vitalidad cultural que demostró —por ejemplo, sus cerca de 5000 eventos musicales que constituyeron uno de los mayores festivales musicales de la historia de la humanidad—. Arquitectónicamente, la Expo revolucionó esta parte de la ciudad e influyó en los hábitos de conservación urbana de los portugueses, puede decirse que el Parque das Nações es un ejemplo de conservación de un espacio urbano.

## Países participantes
Ordenados por continente, los países participantes en la exposición fueron los siguientes:
| - Angola - Argelia - Benín - Botsuana - Cabo Verde - Camerún - República del Congo - Costa de Marfil - Yibuti - Egipto - Eritrea - Guinea-Bisáu | - Kenia - Lesoto - Madagascar - Malaui - Mali - Marruecos - Mauricio - Mauritania - Mozambique - Namibia - Níger - República Democrática del Congo | - Santo Tomé y Príncipe - Senegal - Seychelles - Suazilandia - Sudáfrica - Sudán - Tanzania - Túnez - Uganda - Zambia - Zimbabue |

| - Antigua y Barbuda - Argentina - Bahamas - Barbados - Belice - Bolivia - Brasil - Canadá - Chile - Colombia - Cuba | - Dominica - Ecuador - El Salvador - Estados Unidos - Granada - Guatemala - Guyana - Honduras - Jamaica - México - Nicaragua | - Panamá - Paraguay - Perú - República Dominicana - Santa Lucía - San Vicente y las Granadinas - San Cristóbal y Nieves - Surinam - Trinidad y Tobago - Uruguay - Venezuela |

| - Arabia Saudita - Armenia - Bangladés - China - Chipre - Corea del Sur - Emiratos Árabes Unidos - Filipinas - India | - Irán - Israel - Japón - Jordania - Kazajistán - Kirguistán - Kuwait - Líbano - Mongolia | - Nepal - Pakistán - Palestina - Sri Lanka - Turquía - Vietnam - Yemen |

| - Albania - Alemania - Andorra - Austria - Bélgica - Bielorrusia - Bosnia y Herzegovina - Bulgaria - Croacia - Dinamarca - Eslovaquia - Eslovenia - España | - Estonia - Finlandia - Francia - Grecia - Holanda - Hungría - Islandia - Italia - Letonia - Lituania - Luxemburgo - Macedonia del Norte - Mónaco | - Noruega - Orden de Malta - Polonia - Portugal - Reino Unido - Rumania - Rusia - San Marino - Suecia - Suiza - Ucrania - Santa Sede - Yugoslavia |

| - Micronesia - Islas Cook - Islas Salomón | - Kiribati - Papúa Nueva Guinea - Samoa | - Tonga - Tuvalu |